# Cratere Sinop
Sinop  è un cratere meteorico presente sulla superficie di Marte. Il suo nome è stato dato in onore della città turca Sinope.